# NHC De IJssel
N.H.C. De IJssel is een Nederlandse hockeyclub uit Nieuwerkerk aan den IJssel. In 1976 is de club opgericht. Er wordt gespeeld op sportpark Dorrestein.